# Liedertafel
Liedertafel (på svenska ungefär: "sånger vid taffeln") är det tyska namnet på en manskörsförening. 

## Historia
Den första egentliga Liedertafel bildades 1809 genom Carl Friedrich Zelter i Berlin av medlemmar ur Sing-Akademie zu Berlin, och följdes sedan av dylika i bland annat Leipzig och Frankfurt an der Oder. Dessa tyska föreningar hade även politisk betydelse som härdar för fosterländsk entusiasm under Tysklands förnedringstid genom Napoleonkrigen.  De skilde sig därigenom från de engelska, redan på 1700-talet stiftade sångklubbarna (se Catch och Glee). Medlemmarna kallas Liederbrüder, ordföranden Liedervater och dirigenten Liedermeister. 
Dessa tyska sångarföreningar bildade 1862 "Deutscher Sängerbund" (som 1915 bestod av 190 000 sångare från 77 förbund i hemlandet och 36 i utlandet, innefattande 5 513 smärre föreningar.). Sångarförbunden bar namn mest efter tyska provinser, mera sällan efter städer eller enskilda personer.